# Хронограф

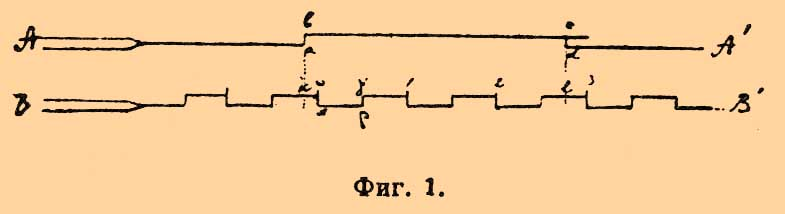

Хронографы служили для определения промежутков времени путём сравнения отметок начала и конца наблюдаемых промежутков с отметками известных промежутков времени. Так, например, если на движущейся бумаге получена запись AabcdA' какого-нибудь явления, где излом ab обозначает начало, a cd конец явления и запись BB', где каждая из линий формы οαβγι изображает запись, положим, одной секунды, и если относительное положение перьев, чертивших АА' и ВВ', нам известно, например если оба пера были установлены так, что их концы находятся на одной линии, перпендикулярной к направлению движения бумаги, то мы легко можем сделать заключение о продолжительности (ad) явления.
Для этого проведём из а и d перпендикуляры ak и dl; очевидно, что искомая продолжительность явления больше 2 секунд, но менее 4 и близка к 3 сек. Если длины, изображающие секунды по смежности с k и l, близки между собой, то искомый промежуток времени определим точнее; если средняя длина секунды около k получилась, например, 15 мм, а расстояние между точками k и о равно 3 мм, то должно прибавить к двум секундам 3/15 сек., или 0,2 сек. Подобным же образом найдём, что время, соответствующее длине 2 l, будет 0,75 сек. Искомая продолжительность ad равна = 2 + 0,2 + 0,75 = 2,95 сек. Основанный на таком принципе хронограф является самым совершенным и должен состоять, следовательно, из следующих частей:
1. подвижной части, на которой получаются отметки, например вращающегося барабана, ленты, движущейся поступательно, и пр.
2. Отметчиков моментов разного рода явлений, например замыкания и размыкания тока, нажатия резиновой груши и пр.
3. Прибора, дающего определённые небольшие промежутки времени, как то: часы (секунды, полусекунды), камертон (1/100 сек. и менее).

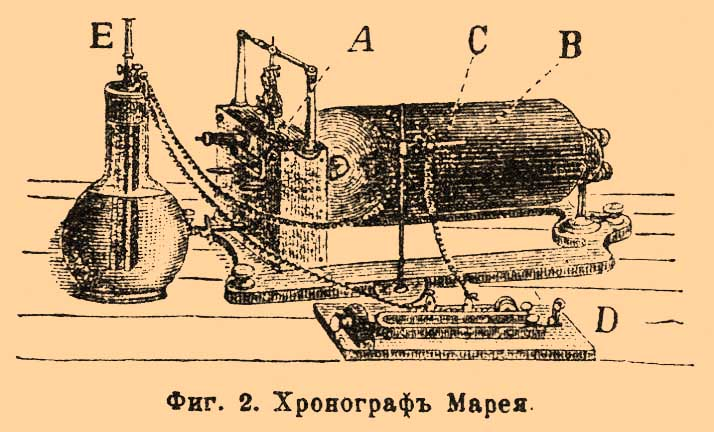
Хронограф Марея

Если подвижная часть (1) при помощи какого-либо механизма движется с достаточно равномерной скоростью, то эту скорость легко определить, наблюдая перемещение этой части за известный промежуток времени, определяемый при помощи часов. Полученная скорость и есть путь, соответствующий одной секунде; измерив этим масштабом расстояние между отметками наблюдаемого явления, получаем искомое время. Это уже будет хронограф в упрощённой форме. Одним из известных универсальных хронографов является хронограф Марея, состоящий из часового пружинного механизма А, снабжённого регулятором скорости (Фуко) и барабана В, ось которого может быть установлена в трёх положениях, в которых барабан и может вращаться с тремя определёнными скоростями.

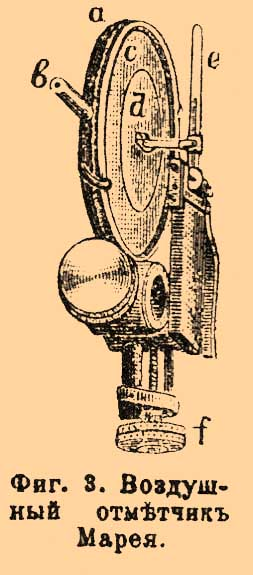
Воздушный отметчик Марея

В каждом из этих положений ось барабана служит продолжением соответствующей оси часового механизма и с ней сцепляется и вращается, например на одной оси — раз в минуту, на другой — 6 раз, на третьей 36 раз в минуту. На барабан В наклеивают гладкую бумагу, которую покрывают лёгким слоем копоти, например от свечи. Запись на копоти самым деликатным отметчикам представляет весьма малое сопротивление и легко может быть закреплена спиртовым раствором шеллака. Отметчик устанавливается на горизонтальном стержне С, укреплённом на неподвижной стойке. Наиболее употребительны быстрые отметчики: воздушный — Марея и электромагнитный — Марсель Депре. Отметчик Марея состоит из металлического сосуда а, передняя стенка которого затянута тонкой каучуковой перепонкой с; на эту перепонку наклеен лёгкий алюминиевый кружок d.
Если вдунуть воздух в а через трубку b, то движение диска d при помощи рычажка передаётся лёгкому пёрышку е, которое и сделает соответствующую отметку на закопчённой поверхности цилиндра. Винтом f можно изменять длину короткого плеча рычага и таким образом изменять величину перемещения конца е; прорезь в е даёт возможность устанавливать при этом рычажок, соединяющий е с d, перпендикулярно к d и е. Соединив резиновую грушу с трубкой b, можем нажатием груши произвести отметку на цилиндре с некоторого расстояния. Скорость передачи отметки зависит от длины соединительной трубки и её внутреннего диаметра (а также и от упругости трубки), но всё же близка к скорости звука в воздухе. Время действия самого отметчика при крайне малой массе подвижных частей и сравнительно сильном нажатии груши весьма мало и измеряется тысячными долями секунды. Общее запаздывание отметчика во всяком случае будет ничтожно в сравнении с ошибкой, которую делает наблюдатель, дающий сигнал, которая не меньше 1/5 сек.; если же сигнал даётся автоматически, быстро движущимся телом, то иногда нужно считаться с запаздыванием отметчика и со способом нажатия груши. Электромагнитный отметчик Марсель Депре может быть применён в большем числе случаев и с большим удобством.

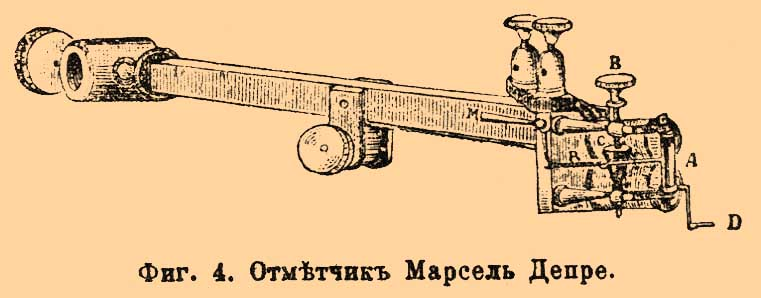
Отметчик Марселя Депре, ½ натуральной величины

Он состоит из электромагнита С и подвижного якорька А, оттягиваемого назад от с спиральной пружинкой R. Винт B может перемещать конус, ограничивающий размах якорька наружу, а листок тонкой бумаги препятствует ему пристать вплотную к сердечнику электромагнита. На одном конце якоря зажато пёрышко D из весьма тонкой роговой пластинки. Масса якорька должна быть по возможности мала, а сила притяжения и натяжения пружинки R должна быть относительно велика, для того чтобы время действия приборчика, или отставание его, было ничтожно. Существующие приборчики Депре легко могут отметить 1500 размыканий и столько же замыканий в секунду, время замыкания или размыкания в отдельности может быть доведено до 1/5000 сек. соответственным регулированием натяжения пружинки. Электромагниту с приданы малые размеры, чтобы уменьшить запаздывание намагничивания и размагничивания. Обратимся вновь к рисунку 1, изображающему хронометр Марея. Если продолжительность наблюдаемого явления менее, чем время одного оборота барабана В, то очевидно можем, установив тот или другой отметчик и пустив в ход механизм, записать явление. Если же продолжительность явления более, чем самое большее время оборота барабана, то нужно сообщить стойке С поступательное движение, параллельное оси цилиндра В. Тогда отметчик пишет по поверхности цилиндра винтовую линию, делая на ней зубцы при получении сигнала. Для этой цели рядом с барабаном В устанавливают прибор, изображённый на следующем рисунке.

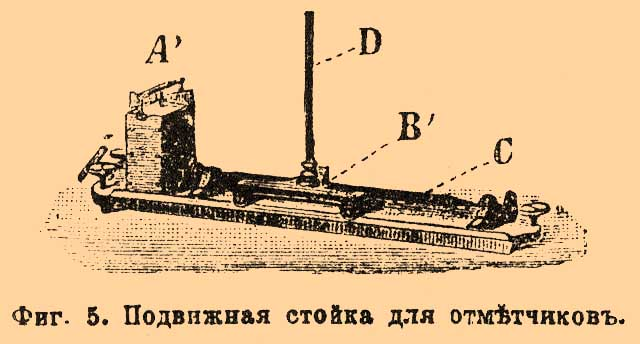
Подвижная стойка для отметчиков

На этом приборе имеется винт С', вращение которого при помощи гайки сообщает поступательное движение катящейся на колёсиках по рельсам тележке В', на которой находится вертикальная стойка D' для отметчиков. Винт С' приводится во вращение или часовым механизмом А', как это изображено на рисунке справа, или шнуром при помощи шкивков, устанавливаемых на оси винта C и на осях, выступающих влево из часового механизма А. Число оборотов винта С' подбирается таким, чтобы шаг винтовой линии, получающейся на барабане хронографа, был достаточен для того, чтобы записи отметчика или двух отметчиков, стоящих рядом, не налегали друг на друга. На приборе, изображённом справа, изменение числа оборотов винта С' достигается поворотом лопастей ветрянки часового механизма А'. Так как благодаря регулятору Фуко скорость вращения барабана хронографа Марея держится достаточно постоянной в течение опытов (изменение скорости менее 1 %), то лишь в некоторых случаях следует отмечать ещё время и ставить 2 отметчика. Если требуется оценка времени до 1/10 сек., то вполне достаточно отмечать лишь секунды, для чего можно воспользоваться часами с электрическими контактами или даже одним секундным маятником, размыкающим ток. Для оценки малых промежутков времени или для точных определений времени пользуются камертоном, дающим известное число колебаний в секунду (метод Дюгамеля). Прикрепив к ветви камертона лёгкое пёрышко, можно записать колебания камертона непосредственно на вращающемся цилиндре, покрытом копотью: тогда получим волнистую линию с постепенно уменьшающимися амплитудами. Гельмгольц и Фуко ввели в употребление камертоны, колебания которых поддерживаются непрерывно при помощи электромагнита, наподобие якоря электрического звонка. В хронографе Марея и многих других, прерывистые токи, поддерживающие колебания камертона, пропускают ещё через отметчик Депре; при числе колебаний камертона до 100 в сек. отметчик Депре даёт запись с весьма резкими зубцами. Такая именно схема изображена на рисунке 1, она применена там для выверки равномерности вращения барабана хронографа. В хронографе Ришара и других подвижная тележка с отметчиком или двумя, а иногда и тремя, монтирована вместе с часовым механизмом и барабаном; в такой форме прибор более удобен при переноске. Однако производить запись на закопчённой поверхности удобно, лишь когда явления весьма кратковременны. Если же нужно измерять только до 1/10 или 1/20 сек., то можно гораздо удобнее пользоваться записью на бумаге чернилами, особенно когда время наблюдения может быть очень велико. Один из таких хронометров изображён на следующих рисунках (Пейэр, Фаварже): он похож на телеграф Морзе и записывает на длинной бумажной ленте.

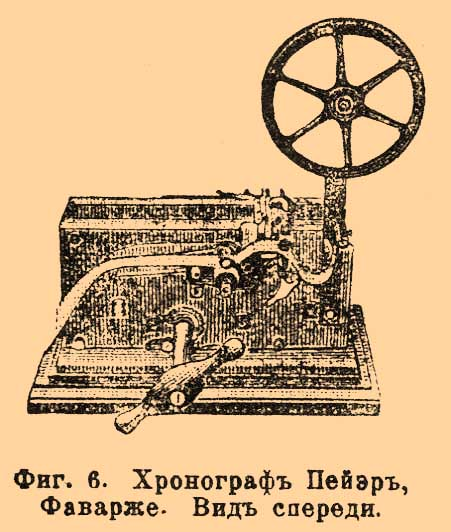
Хронограф Пейэр, Фаварже — вид спереди

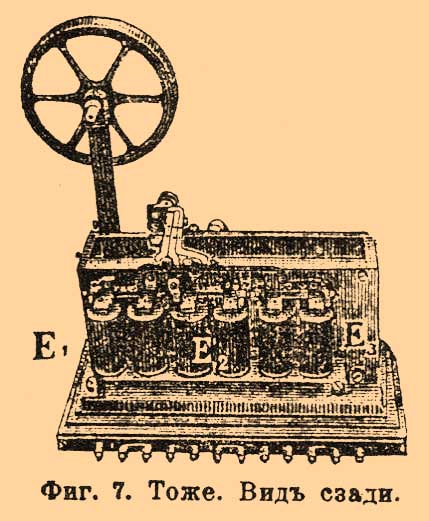
Хронограф Пейэр, Фаварже — вид сзади

Часовой механизм этого хронографа, снабжённый регулятором Гиппа (англ. Hipp) с вибрирующим стержнем, проводит бумажную ленту под тремя сифонными отметчиками, пишущими особыми невысыхающими чернилами. Эти отметчики приводятся в действие каждый порознь, своим электромагнитом E, и дают зубцы при замыкании и размыкании тока через соответствующий электромагнит. В этом хронографе степень регулирования ниже, чем в регуляторе Фуко, но зато, располагая с удобством тремя отметчиками, можем один из них соединить с часами для записи секунд. Здесь масса и трение частей отметчиков уже значительны, кроме того, чернила не всегда поспевают записывать на бумаге, движущейся слишком скоро, и поэтому большей частью довольствуются скоростями ленты 10 или 20 мм в секунду. До изобретения Марселем Депре его отметчика отметки на бумаге и на закопчённой поверхности металлического цилиндра делались при помощи электрической искры. Разряд лейденской банки делает весьма явственные проколы на бумаге, а самая слабая искра и без банки даёт несколько размытую отметку на копоти. Такой отметчик крайне прост и быстр, но место появления отметки бывает различно от случайных причин, а иногда и появление отметки несколько капризно, кроме того, требуется порядочная изоляция, если сигнал подаётся издали. Достоинство этого метода заключается в возможности придать при помощи не особенно сильного механизма весьма большую скорость барабану, так как отметчик с искрой не оказывает никакого сопротивления вращению барабана. На следующем рисунке изображён один из приборов такого рода, работы Сименса и Гальске.

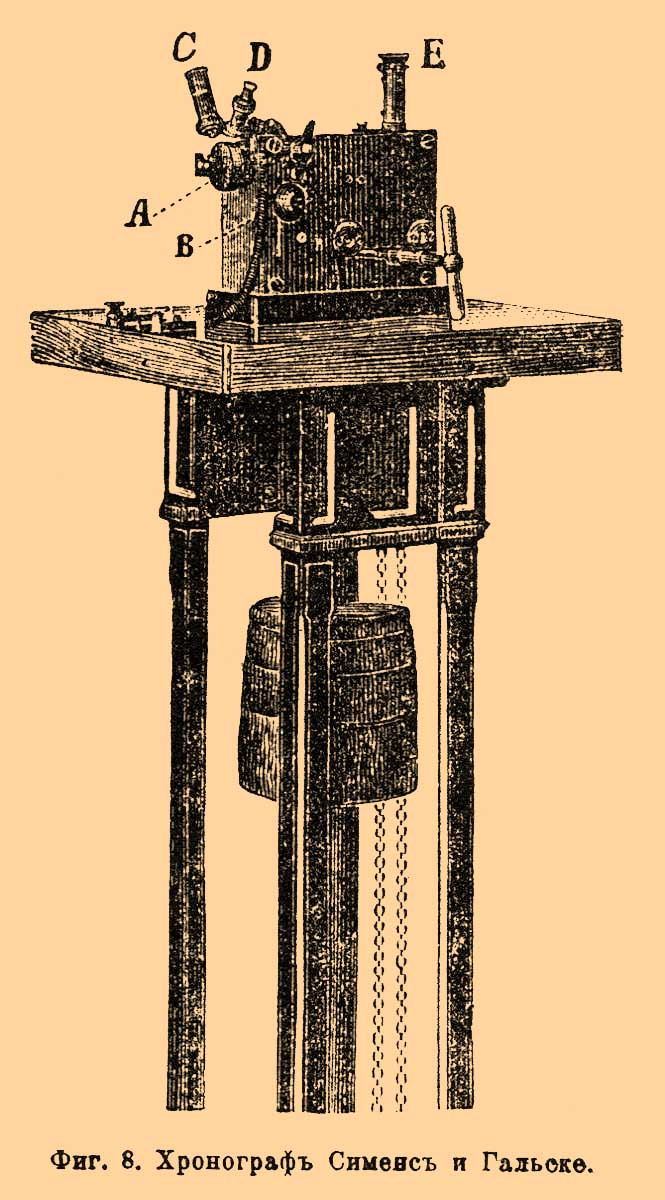
Хронограф Сименс и Гальске

Он состоит из часового механизма, приводимого в движение гирями, снабжён регулятором в роде Фуко; регулировку можно несколько менять, увеличивая расхождение лопастей регулятора, что достигается поворотом головки Е. Часовой механизм даёт очень быстрое вращение валику А (до 100 оборотов в секунду) и через каждые 100 оборотов валика А даёт сигнал звонком В для определения по секундомеру скорости вращения валика во время наблюдений. Перед валиком, нормально к нему, установлен изолированный от механизма штифт D. Произведя разряд между D и В, получим отметку на барабане А. Угловое расстояние между двумя отметками может быть измерено при помощи микроскопа С и микрометренного винта, вращающего барабан. У описанного прибора валик А не имеет винтового хода, поэтому прибор пригоден для явлений, длительность которых менее, чем время полуоборота валика. Подобными приборами пользовались прежде для определения начальных скоростей огнестрельных снарядов, причём искра получалась на приборе от разряда вторичной обмотки спирали Румкорфа при размыкании тока первичной цепи самим снарядом. Очевидно, что на подобном приборе можно записать несколько последовательных, весьма быстро следующих один за другим однородных явлений, если для каждой отметки будем брать особую спираль Румкорфа. Кроме описанных хронографов, бывают ещё хронографы не столь универсальные, а приспособленные для какой-нибудь определённой задачи, к таким приборам принадлежит хронограф Буланже, употребляемый всюду для определения начальных скоростей снарядов и ружейных пуль. При помощи этого хронографа можно легко сделать весьма много наблюдений в самое короткое время и притом сразу отчитывать окончательные результаты. Этот прибор устроен следующим образом: на вертикальной колонне укреплены два электромагнита Е1 и Е2 с прямыми сердечниками, заострёнными снизу.

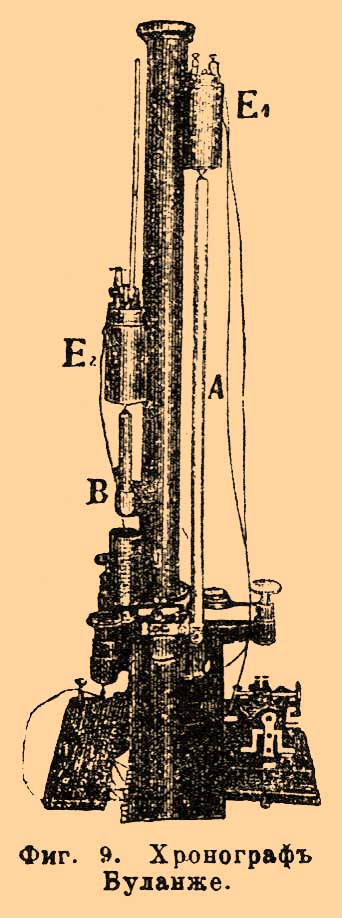
Хронограф Буланже

К этим сердечникам, намагниченным проходящими через электромагниты токами, подвешиваются два стержня А и В, имеющие в верхней части железные наконечники, также заострённые. Стержень А — более длинный — предназначается для отметок, поэтому на него надевают плотно серебряные тонкостенные трубки красной меди. Эти трубки заменяемы; каждая трубка может служить для большого числа отметок, так как может быть поворачиваема вокруг стержня. Итак, пусть оба стержня подвешены под своими электромагнитами, по которым проходит ток от своей батареи. Разомкнём обе цепи зараз, тогда по истечении некоторого короткого времени стержни А и В начнут падать. Стержень В ранее коснётся о препятствие — наковальню С, которая, повернувшись около своей оси вращения, спустит тугую пружину D.
На этой пружине справа насажено стальное лезвие, которое ударит в стержень А, пролетающий мимо, и делает на нём насечку на некоторой высоте h1, считая эту высоту от того места, где лезвие касалось ещё не падавшего стержня. Время t1 = √(2h1/g), где g — ускорение силы тяжести, будет измерять время от того момента, когда стержень А начал падать, до момента удара его лезвием. Представим себе, что цепь электромагнита Е1 была разомкнута ранее, чем цепь электромагнита Е2, тогда стержень А успеет до удара лезвия упасть ниже и новая метка получится на высоте h2; t2 = √(2h2/g) — будет новое время от начала падения стержня А до момента удара. Разность t2 — t1 будет измерять промежуток времени между моментами размыкания тока в электромагнитах Е1 и Е2. Для верности сравнительных измерений очевидно нужно, чтобы времена размагничивания электромагнитов были всегда постоянны, а для достаточно точных, абсолютных нужно, чтобы времена размагничивания или запаздывания обоих электромагнитов не зависели от способа размыкания или нужно сделать достаточно однообразный способ размыкания. Для постоянства неизбежного запаздывания пропускают ток всегда одной силы, что достигается употреблением постоянных элементов и регулированием сопротивления цепи угольными реостатами F,F со сползающими контактами. Реостаты эти вводятся настолько, чтобы стержни А и В с некоторыми дополнительными грузиками едва только держались на своих местах.

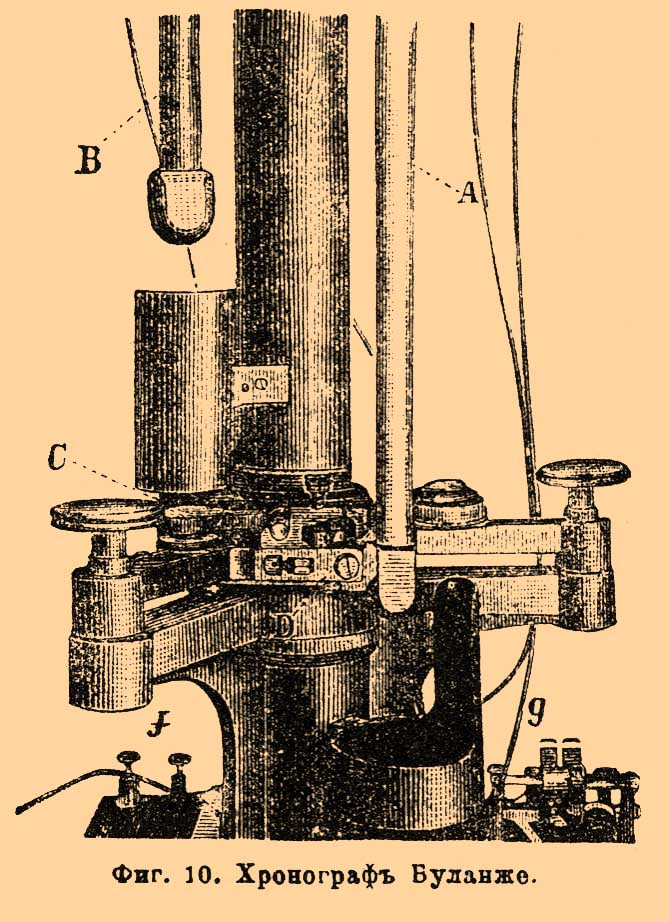
Хронограф Буланже

Для того, чтобы запаздывание в обеих цепях при прочих равных условиях было одинаково, оба электромагнита Е1 и Е2 делаются совершенно одинаковыми, веса стержней А и В делаются также равными. Так как обе цепи должны быть размыкаемы предварительно одновременно, что делает особый ключ-размыкатель G, где размыкание происходит в момент удара подвижной рамки о препятствие, когда пружинки с контактами отскакивают по инерции. Одновременность размыкания этого прибора поверяется перекладыванием цепей, то есть вводят размыкатель первой цепи во вторую и наоборот. В действительных приборах Буланже отметка при размыкании цепей размыкателем получается при правильной установке прибора всегда на одном месте так, что h1 постоянно и только поверяется несколько раз; при большой серии измерений эту высоту всегда можно сделать определённой, равной, например, 110 мм, поднимая или опуская электромагнит Е2, имеющий микрометренный подъём. Тогда искомый промежуток времени будет определяться из одного только отсчёта h2, поэтому, во-первых, составлена таблица времён, выражающая √(h2/2g) — √(0,110/2g), и, во-вторых, имеется линейка с нониусом для отсчёта непосредственно начальной скорости снаряда, если расстояние между мишенями равно 50 метрам. Эти мишени состоят для снарядов из вертикальных проволок, соединённых последовательно; снаряд, пролетая, непременно должен разорвать одну из них. Первая мишень включается в цепь электромагнита Е1, вторая в цепь Е2. Измеряемый промежуток времени для современных скоростей снарядов при расстоянии между мишенями в 50 м несколько менее 1/10 секунды, точность же показаний хронографа в окончательном результате достигает 1/10%.
Хронометры типа Марея, Пейера и Фаварже и Буланже весьма распространены; есть ещё много и других, которые служат скорее для относительных определений. При помощи фотографии возможно достичь ещё большей точности измерения промежутков времени и изучения быстрых движений, но эти приёмы пока ещё недостаточно распространены в хронографии. Весьма детальное изложение обычных приёмов измерений времени и обращения с хронографом находится в «La methode graphique» Марея.